# Остерайштедт
Остерайштедт (нем. Ostereistedt) — община в Германии, в земле Нижняя Саксония.
Входит в состав района Ротенбург-на-Вюмме. Подчиняется управлению Зельзинген. По состоянию на 31 декабря 2010 года население составляет 959 человек. Занимает площадь 28,5 км².
Коммуна подразделяется на 2 сельских округа.

## История
По реформе местного самоуправления 1974 года ранее независимые коммуны Остерайштедт и Рокштедт были объединены в одну коммуну, подчиняющуюся управлению Зельзинген.
Имя Рокштедта можно интерпретировать по-разному. Одна из версий гласит, что название происходит от слова «ворон» (нем. Kolkrabe). С другой стороны, имя может также относиться к месту роста ржи или фруктов. Впервые Рокштедт упоминается в документах в 1153 году, имя которого упоминается и как Рокштеде (Rocstede), и как Колькрабендорф (Kolkrabendorf).
Название «Остерайштедт» не уникально и вероятнее всего происходит от «Eichenstätte», но также может происходить и от поселенца по имени Айке (нем. Eike, Eckehard), жившего как раз на водоразделе Эльбы и Везера.